# Паргелія
Паргелія, Парґелія (італ. Parghelia, сиц. Parghilea) — муніципалітет в Італії, у регіоні Калабрія, провінція Вібо-Валентія.
Паргелія розташована на відстані близько 460 км на південний схід від Рима, 65 км на захід від Катандзаро, 15 км на захід від Вібо-Валентії.
Населення — 1301 особа (2014).
Щорічний фестиваль відбувається 30 листопада. Покровитель — Андрій Первозваний.

## Демографія
Населення за роками:

Станом на 1 січня 2023 року в муніципалітеті офіційно проживало 56 іноземців з 19 країн, серед них 32 громадяни країн Євросоюзу та 10 громадян України.

## Сусідні муніципалітети
- Драпія
- Тропеа
- Цакканополі
- Цамброне